# 953 Painleva
953 Painleva, asteroid glavnog pojasa. Otkrio ga je Benjamin Jekhowsky, 29. travnja 1921.

## Vanjske poveznice
- Minor Planet Center